# Województwo białostockie (1944–1975)

Województwo w latach 1946–1950

Województwo białostockie – jednostka administracyjna Polskiej Rzeczypospolitej Ludowej istniejąca w latach 1944–1975. Powstała poprzez reaktywację 22 sierpnia 1944 r. dekretem Polskiego Komitetu Wyzwolenia Narodowego z dnia 21 sierpnia 1944 r. o trybie powołania władz administracji ogólnej I i II instancji przedwojennego województwa białostockiego. Na podstawie umowy między Rzecząpospolitą Polską i Związkiem Socjalistycznych Republik Radzieckich o polsko-radzieckiej granicy państwowej, zawartej przez Tymczasowy Rząd Jedności Narodowej i rząd ZSRR w Moskwie, w dniu 16 sierpnia 1945 r. od województwa odpadła wschodnia część, obejmująca większą część powiatów grodzieńskiego i wołkowyskiego oraz skrawki powiatów sokólskiego i augustowskiego.

## Zmiany administracyjne
- 18 sierpnia 1945 r. do województwa białostockiego przyłączono powiat łomżyński z województwa warszawskiego[3].
- 28 czerwca 1946 r. przyłączono z obszaru Ziem Odzyskanych powiaty ełcki, gołdapski i olecki[4].
- 1 stycznia 1948 r. utworzono powiat kolneński[5].
- 12 marca 1948 r. zniesiono powiat szczuczyński, a z jego obszaru utworzono powiat grajewski[6].
- 1 lipca 1952 r. utworzono powiat siemiatycki[7].
- 1 stycznia 1954 r. utworzono powiat hajnowski[8].
- 1 kwietnia 1954 r. utworzono powiat moniecki[9].
- 13 listopada 1954 r. utworzono powiaty łapski[10] i zambrowski[11].
- 1 stycznia 1956 r. utworzono powiaty dąbrowski i sejneński[12].

## Ludność
| Rok                          | Liczba mieszkańców | Liczba mieszkańców | Liczba mieszkańców |
| Rok                          | ogółem             | miejska (%)        | wiejska (%)        |
| ---------------------------- | ------------------ | ------------------ | ------------------ |
| 14 II 1946 (spis sumaryczny) | 917 563            | 176 321 (19,22%)   | 741 242 (80,78%)   |
| 3 XII 1950 (spis powszechny) | 954 815            | 214 189 (22,43%)   | 740 626 (77,57%)   |
| 31 XII 1956                  | 1059 tys.          | 289 tys. (27,3%)   | 770 tys. (72,7%)   |
| 1959                         | 1102,3 tys.        | b.d. (29%)         | b.d. (71%)         |
| 6 XII 1960 (spis powszechny) | 1 090 231          | 327 779 (30,07%)   | 762 452 (69,93%)   |
| 1962                         | 1126,2 tys.        | b.d. (31%)         | b.d. (69%)         |
| 31 XII 1963                  | 1139 tys.          | 357 tys. (31,3%)   | 782 tys. (68,7%)   |
| 31 XII 1965                  | 1160,4 tys.        | b.d.               | b.d.               |
| 1967                         | 1177,2 tys.        | b.d.               | b.d.               |
| 31 XII 1968                  | 1184 tys.          | 419 tys. (35,4%)   | 765 (64,6%)        |
| 8 XII 1970 (spis powszechny) | 1 175 760          | 436 975 (37,17%)   | 738 785 (62,83%)   |
| 31 XII 1971                  | 1178,7 tys.        | 446,4 tys. (37,9%) | 732,7 tys. (62,1%) |
| 31 XII 1972                  | 1188,3 tys.        | 458,2 tys. (38,6%) | 730,1 tys. (61,4%) |
| 31 XII 1973                  | 1189 tys.          | 470 tys. (39,5%)   | 719 tys. (60,5%)   |
| 31 XII 1974                  | 1196 tys.          | 483 tys. (40,4%)   | 713 tys. (59,6%)   |

## Podział administracyjny

### 1946
| Powiat              | Powierzchnia (km²) | Liczba ludności 14 II 1946 | Liczba ludności 14 II 1946 |
| Powiat              | Powierzchnia (km²) | ogółem                     | na km²                     |
| ------------------- | ------------------ | -------------------------- | -------------------------- |
| augustowski         | 1641               | 42 178                     | 26                         |
| białostocki         | 3350               | 137 250                    | 41                         |
| Białystok (miejski) | 39                 | 56 759                     | 1456                       |
| bielski             | 4628               | 198 470                    | 43                         |
| ełcki               | 1115               | 21 595                     | 19                         |
| gołdapski           | 613                | 2592                       | 4                          |
| łomżyński           | 2657               | 140 657                    | 53                         |
| olecki              | 856                | 12 282                     | 14                         |
| sokólski            | 2531               | 89 939                     | 36                         |
| suwalski            | 2204               | 79 354                     | 36                         |
| szczuczyński        | 1451               | 55 910                     | 39                         |
| wysokomazowiecki    | 1467               | 80 577                     | 55                         |

### 1973
Źródło:
| Powiat              | Powierzchnia (km²) | Liczba ludności 31 XII 1972 | Liczba ludności 31 XII 1972 | Miasta | Miasta                                            | Gminy | Siedziba            |
| Powiat              | Powierzchnia (km²) | ogółem (tys.)               | na km²                      | ogółem | w tym posiadające wspólną radę narodową z gminami | Gminy | Siedziba            |
| ------------------- | ------------------ | --------------------------- | --------------------------- | ------ | ------------------------------------------------- | ----- | ------------------- |
| augustowski         | 1471               | 49,6                        | 34                          | 1      | 0                                                 | 5     | Augustów            |
| białostocki         | 2248               | 95,4                        | 42                          | 5      | 5                                                 | 12    | Białystok           |
| Białystok (miejski) | 74                 | 178,3                       | 2420                        | 1      | nd.                                               | nd.   | Białystok           |
| bielski             | 1477               | 70,6                        | 48                          | 2      | 1                                                 | 7     | Bielsk Podlaski     |
| dąbrowski           | 829                | 35,3                        | 43                          | 1      | 0                                                 | 4     | Dąbrowa Białostocka |
| ełcki               | 961                | 55,9                        | 58                          | 1      | 0                                                 | 5     | Ełk                 |
| gołdapski           | 771                | 26,5                        | 34                          | 1      | 0                                                 | 4     | Gołdap              |
| grajewski           | 1251               | 51,4                        | 41                          | 3      | 2                                                 | 8     | Grajewo             |
| hajnowski           | 1603               | 57,6                        | 36                          | 1      | 0                                                 | 8     | Hajnówka            |
| kolneński           | 1322               | 54,8                        | 41                          | 2      | 1                                                 | 8     | Kolno               |
| łapski              | 591                | 36,6                        | 62                          | 2      | 1                                                 | 5     | Łapy                |
| łomżyński           | 1250               | 81,2                        | 65                          | 3      | 2                                                 | 10    | Łomża               |
| moniecki            | 1211               | 48,1                        | 40                          | 3      | 2                                                 | 7     | Mońki               |
| olecki              | 882                | 33,6                        | 38                          | 1      | 0                                                 | 5     | Olecko              |
| sejneński           | 829                | 22,5                        | 27                          | 1      | 1                                                 | 5     | Sejny               |
| siemiatycki         | 1655               | 65,5                        | 40                          | 3      | 2                                                 | 9     | Siemiatycze         |
| sokólski            | 1446               | 57,4                        | 40                          | 1      | 0                                                 | 8     | Sokółka             |
| suwalski            | 1407               | 70,7                        | 50                          | 1      | 0                                                 | 10    | Suwałki             |
| wysokomazowiecki    | 977                | 50,3                        | 51                          | 1      | 0                                                 | 7     | Wysokie Mazowieckie |
| zambrowski          | 899                | 47                          | 52                          | 1      | 0                                                 | 6     | Zambrów             |

W wyniku reformy administracyjnej 1 czerwca 1975 r. z terenów dotychczasowego województwa białostockiego utworzono województwa białostockie, łomżyńskie, ostrołęckie i suwalskie. W momencie wejścia w życie reformy największymi miastami województwa były kolejno:
| Lp. | Miasto    | Ludność | Województwo od 1975 |
| --- | --------- | ------- | ------------------- |
| 1.  | Białystok | 190 153 | białostockie        |
| 2.  | Ełk       | 30 616  | suwalskie           |
| 3.  | Suwałki   | 29 386  | suwalskie           |
| 4.  | Łomża     | 27 789  | łomżyńskie          |